# سوني إريكسون K750i

## سوني إريكسون K750
قدم سوني إريكسون في يونيو 2005 كان هاتف محمول راقي، لكن الآن تم توقف تصنيع سوني إريكسون K750 والذي نجح قبل سوني إريكسون K800i.
قبل الإصدار الرسمي، كان معروفا بـ Clara.

## التصميم

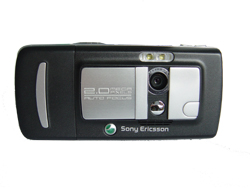
كاميرا سوني إريكسون K570i

سوني إريكسون K750 مصمم على شكل قطعة واحدة، حجم الهاتف 99 جراما، مع أزرار يمكن أن تستخدمها بأي إصبع.
إن الجزء الخلفي من الهاتف مصمم مثل الكاميرا الرقمية ولة زر بالجانب لالتقاط صور فوتوغرافية.
الجهاز متوفر بأربع ألوان وهم: أزرق، أسود مكسد، أحمر لامع والفضي (اللون الأخير خاص بشركة فودافون في المملكة المتحدة) مع نسخة حمراء أفرج عنها لاحقا.
يتم استخدام الزر المتحرك لتحديد الخيارات والتنقل.
زائد زر "C" الذي صنع لحذف شي أو للرجوع.
حدثت خلافات علي الزر المتحرك لأنة صعب الاستخدام ومعرضة للتلف مع الوقت.
و يوجد أيضا زر أعلي الهاتف لقفل ولفتح الهاتف.

## المواصفات
الشاشة
- 176 × 220 بكسل
- 262,144 لون

الذاكرة
- ذاكرة الهاتف 38 ميجا
- ذاكرة خارجية (تصل إلي 2 جيجا)

الشبكات
- GSM 900
- GSM 1800
- GSM 1900

الألوان المتاحة
- الأسود
- الفضي

الوزن
- 99 جرام

الكاميرا
- 2 ميجا بكسل

## التوصيل
الهاتف لدية بلوتوث وأشعة تحت الحمراء و USB.